# Piotr Brożek
Pour les articles homonymes, voir Brożek.
Piotr Brożek, né le 21 avril 1983 à Kielce, est un footballeur international polonais, évoluant au poste de milieu de terrain et professionnel entre 2001 et 2015.
Il est le frère jumeau de Paweł Brożek, qui joue au Wisła Cracovie au poste d'attaquant.

## Biographie
Né à Kielce, Piotr est un produit du système de jeunesse de Polonia Białogon Kielce. Au cours de l'année 1998, Piotr et son frère jumeau Paweł Brożek rejoignent le Wisła Cracovie. 
Il a fait ses débuts en Ekstraklasa avec le Wisła Cracovie le 8 septembre 2001, lors d'un match contre le GKS Katowice. Au cours de la saison 2004-2005, Piotr est prêté à Górnik Zabrze ; il joue 22 matchs, marquant 3 buts.
Piotr Brożek remporte six fois le championnat national avec le Wisła Cracovie. En janvier 2011, Brożek et son frère jumeau Paweł rejoignent le club turc de  Trabzonspor pour un contrat de deux ans et demi.
Le 1er juillet 2015, après une dernière saison à Piast Gliwice, il annonce sa retraite sportive.

## Palmarès
- Champion de Pologne : 2003, 2004, 2008, 2009, 2011
- Coupe de Pologne de football : 2001-02, 2002-03
- Supercoupe de Pologne de football : 2001